# Trolejbusová doprava v Drážďanech

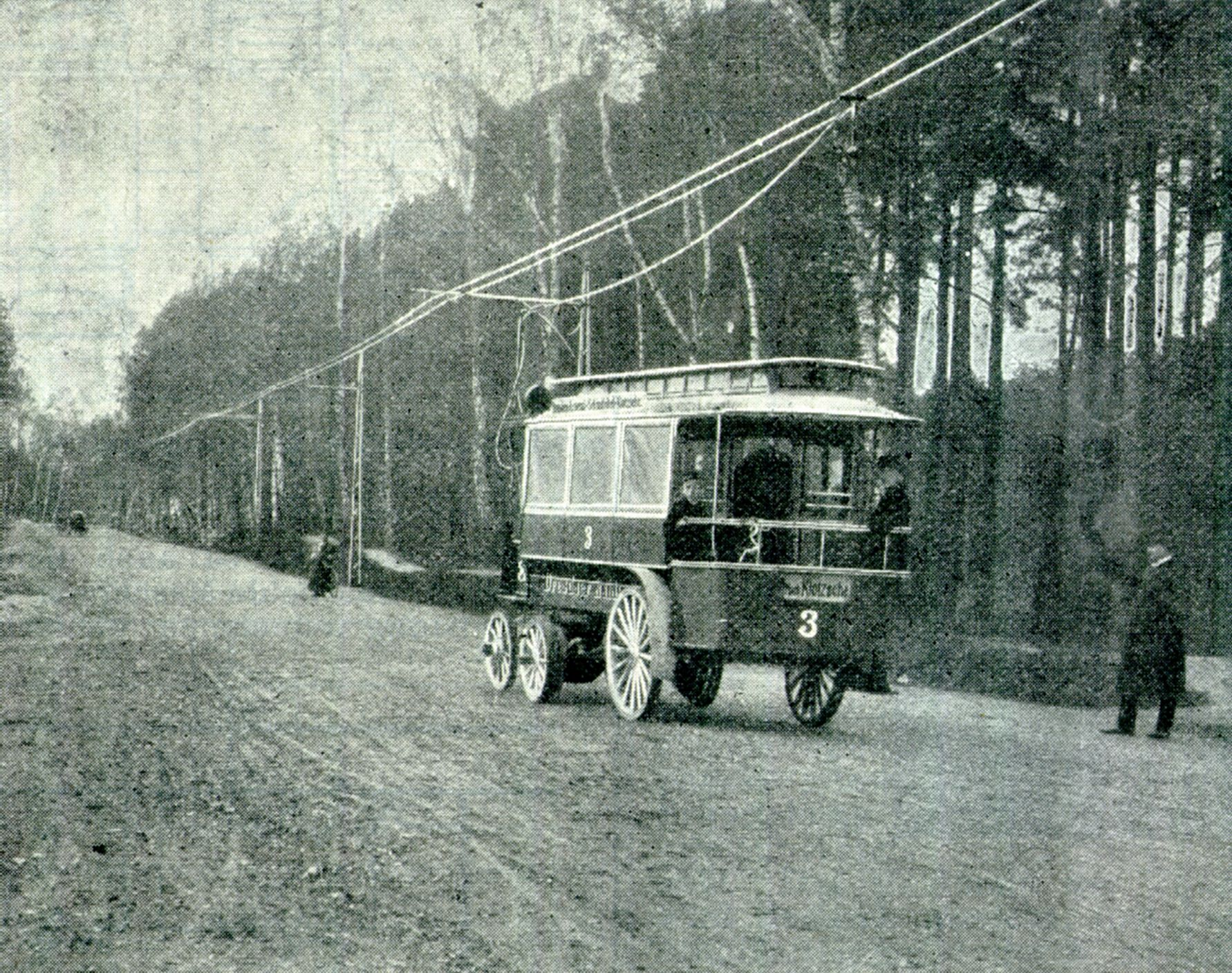
Trolejbus prvního drážďanského trolejbusového provozu v roce 1903

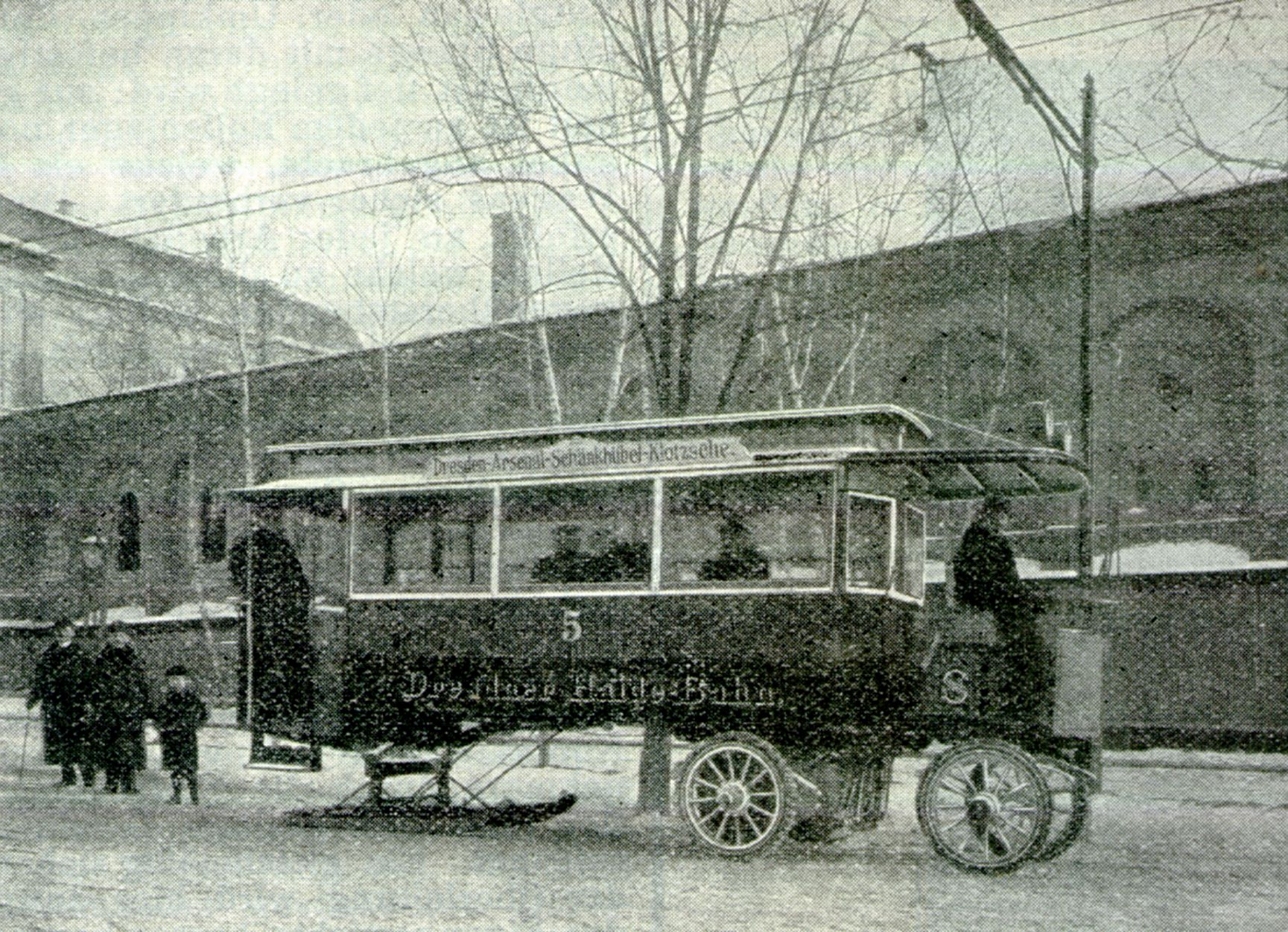
Jeden z trolejbusů Haide-Bahn upravený pro zimní provoz (1903)

Také v Drážďany byly jedním z německých měst, kde v minulosti byla v provozu síť trolejbusové dopravy.

## Haide-Bahn (1903 – 1904)
První trolejbusová trať byla v dnešních Drážďanech otevřena již v roce 1903. Její stavba proběhla během roku 1902 a pro pravidelný provoz byla otevřena 20. března 1903. Jednalo se o 5,2 km dlouhý úsek, který spojoval tehdy samostatnou obec Klotzsche (od roku 1950 je součástí Drážďan) s Drážďanami, respektive jejich severním okrajem. Trať, kterou postavil a provozoval drážďanský podnikatel Carl Stoll (jehož systém vrchního vedení, který byl poprvé použit právě u Haide-Bahn, byl u trolejbusů používán především před první světovou válkou) začínala u tramvajové vozovny Arsenal a končila v Klotzsche u hostince „Deutschen Eiche“. K dispozici byly původně tři trolejbusy, na podzim 1903 byly dodány další tři vozy. Provoz na této trati byl ukončen 19. března 1904 poté, co firma AEG, hlavní Stollův partner, ukončila smlouvu, čímž se podnikatel dostal do finančních potíží. Trolejbusová linka byla nahrazena omnibusy.

## Trolejbusový provoz po druhé světové válce (1947 – 1975)
Počátek stavby první tratě „moderních“ trolejbusů se datuje k počátku roku 1947. Práce byly ukončeny na podzim téhož roku a 8. listopadu 1947 byla zprovozněna linka označená písmenem C. Na trati vedoucí mezi technickou univerzitou (Münchner Platz) a čtvrtí Loschwitz o délce přibližně 9 km jezdilo sedm trolejbusů Henschel. Ale již o necelý měsíc později byl koncový úsek mezi Fritz-Förster-Platz a Münchner Platz uzavřen a trolejové vedení bylo demontováno. Během roku 1948 byla přeložena střední část tratě mezi Zwinglistraße Dornblüthstraße do jiné trasy. Na podzim téhož roku byl zahájen provoz vlečných vozů a také bylo dodáno šest trolejbusů Henschel. Během dalších dvou let bylo uvedeno do provozu několik dalších úseků na obou koncích trati, takže v roce 1950 se jezdilo po 14,4 km dlouhé trase Südvorstadt, Fritz-Förster-Platz – Loschwitz – Grundstraße – Bühlau – Weißig. Na podzim 1952 začaly práce na stavbě dalšího prodloužení z Fritz-Förster-Platz na Nürnberger Ei, provoz na tomto úseku byl zahájen v roce 1958. Během 50. let byl vozový park posílen o trolejbusy značky Lowa (10 ks + 1 ojetý z Postupimi) a 1 vůz Škoda 8Tr.
V roce 1964 bylo zprovozněno další prodloužení. Jednalo se o úsek Nürnberger Ei – Willi-Ermer-Platz. Od té doby byly v provozu dvě linky, C (na začátku roku 1965 přečíslovaná na 62) s trasou Technische Hochschule – Weißig a 61 v úseku Willi-Ermer-Platz – Falkensteinplatz, které se v části Technische Hochschule – Falkensteinplatz překrývaly. Obě linky byly sjednoceny do jedné (č. 61) v roce 1966, takže od tohoto roku jezdily trolejbusy průběžně po celé trati. Během 60. let byl vozový park kompletně obnoven dodávkami vozů Škoda 9Tr (celkem 30 kusů).
První úsek trolejbusové tratě byl zrušen v roce 1972 (Bühlau – Weißig) a byl nahrazen autobusovou linkou. Další části byly zrušeny v letech 1974 a 1975, na posledním úseku Oehmestraße – Bühlau je provoz ukončen 28. listopadu 1975, kdy linku zcela nahradily autobusy. Zbývající trolejbusy byly následně předány do Postupimi a do Gery.